# Azángaro
Azángaro (del quechua Aswan Qhari, Más Hombre, Más fuerte; según otras acepciones etimológicamente provendría de vocablo Aswan Qharu: El más lejos) es una ciudad peruana, capital del distrito y de la provincia homónimos en el departamento de Puno en el Sureste del Perú. Está situada a 3859 m s. n. m. en la meseta del Collao, al noroeste del lago Titicaca.

## Historia

### Fundación Quechua
A decir del historiador y periodista azangarino Bruno Medina Enríquez y del fallecido Prof. Odón Cárdenas Mayta, quienes en sus publicaciones sobre la historia de Azángaro realizadas en la Revista Aswan Qhari en 1993, conceptúan que Azángaro tuvo dos fundaciones originarias, y luego de ello devino en un proceso histórico glorioso que pasa en la colonia con Vilcapaza, valiente durante la emancipación con Choquehuanca  y rebelde, exitoso y emprendedor con Giraldo, Luna, Urbiola, Quispe Quispe, Nuñez Butron y otros durante la República.
La "fundación quechua" (o pukina) permite analizar el siguiente proceso histórico: que por principios de socialización, los grupos humanos tenían que formarse buscando el modo de satisfacer sus necesidades, lo que no lograba uno solo, sino que era necesario la interrelación con otros grupos, por lo que era imprescindible el viajar. Recordemos que antiguamente no existían los medios de comunicación de hoy, por lo que los viajes duraban mucho. 
Los autores manifiestan que "Macaya" fue el antiguo Azángaro, ubicado a 6 km al este de la actual ciudad. Macaya, era una "Pascana" o sea un lugar de descanso para los viajeros que se dirigían del Cusco, hacia el Alto Perú, Meseta del Collao. Este lugar paulatinamente fue creciendo por su intenso intercambio comercial, además de estar ubicado en una zona estratégica en el centro de la Meseta del Collao. Entre los viajeros, como es natural, se realizaba el "trueque" intercambio de productos que continuamente crecía, por eso fue denominado en algún momento como "ASWAN Q'ATU" es decir, lugar de mayor mercado.
En la época del Imperio Incaico, se produjeron grandes conquistas, sobresaliendo en ellos algunos incas: Pachacútec, Cápac Yupanqui, Wayna Qhapaq. El primero se dirigió al altiplano para someter a los Cochabambas, atravesó el Desaguadero y conquistó a los Chancas, probablemente a su regreso al Cusco, se topó con Macaya o con los lugareños sometiéndolos en sangrientos enfrentamientos por lo que se les denominó los "aswan qharis" o muy hombres. En las siguientes centurias los Incas llevarían a los "aswan qharis" para integrar sus ejércitos conquistadores de las zonas al Norte como al Sur de Sudamérica. 
En noviembre de 1532, el Inca Atawallpa estando prisionero de los invasores españoles, ofrece por su libertad, llenar 2 cuartos de plata y 1 de oro, consecuentemente ordena que de todo el imperio se lleven objetos preciosos de oro y plata, a lo que se oponen muchos sacerdotes (Rumi Ñawi huyó con muchos tesoros), vencido el plazo de los 40 días para cumplir su ofrecimiento, el Inca es juzgado, acusado y condenado a muerte, ante el engaño de Pizarro los sacerdotes del Imperio ordenan esconder muchos tesoros, que no fueron entregados a los conquistadores: por lo que la orden fue "aswan karuman apaychis" lo que quiere decir: que las riquezas fueran llevadas y escondidas muy lejos. 
Por eso es que el nombre de Azángaro derivaría de estos tres conceptos, fueron los españoles que al "traducir" estas expresiones al idioma castellano, denominaron a dicha zona como Azángaro, y estos fueron los hechos que definen cómo se ha formado esa población.
Algunos otros autores consideran que existió una gran cultura llamada los sangarus el que sirvió de base para el nombre de Azángaro. Cuando llegaron los españoles, estas, denominaciones las adaptaron al castellano resumiéndola en Azángaro por facilidad de pronunciación.
Ver también la web de la Municipalidad de Azángaro, donde se reproduce esta definición histórica sobre la fundación de Azángaro, tomada de las publicaciones realizadas por Cárdena Mayta y Medina Enríquez.

### Fundación Española
Azángaro fue "descubierto" por el Capitán toledano don Manuel Ortiz Aguilar (en noviembre de 1535) el padre (sacerdote) Crisóstomo de Rodrigo, veedor de la Doctrina de bautizo de los indios del Collao en 1535, es el primero que informa sobre la existencia de Azángaro, el que se ubicaba en el lugar llamado Macaya y donde se adoraba un ídolo posiblemente un gato y cuyos ojos eran de piedras preciosas; para el adoctrinamiento cristiano de este lugar, se fundó la Doctrina de "Nuestra Senora de Rosario", pequeña iglesia edificada con dirección del Padre Domínico, Tomás de San Martín y Acosta (el mismo que fundó la Univ. San Marcos) y la participación del Cacique Fabián Mango. 
A pesar de lo expuesto, continuaba la idolatría en Macaya y además crecía, escaseaba el agua, por lo que se decide trasladar el lugar de adoctrinamiento al lugar llamado "Yanaqaqa" o piedra negra, (tras el actual cerro Choquechambi) pasado el río llamado "K'ari Mayu", que significa río de los hombres, es decir el actual río Azángaro, este lugar era propiedad de los ricos de entonces; los Mango, los Turpo, los Choquehuanca (más tarde traidores a la causa libertaria). Estando de Gobernador y Cacique principal de Azángaro, don Diego Chuquihuanca, por Real Cédula del 5 de julio de 1586, del Virrey don Fernando Torres y Portugal, conde de Villar, consigue la autorización para el traslado del lugar de Azángaro, no sin antes confrontar una serie de oposiciones. Los españoles tenían una forma peculiar de fundar ciudades, Azángaro no podía ser la excepción, las autoridades y representantes en ceremonial procesión que la oportunidad exigía, ubicaban el lugar donde se establecerían las diferentes reparticiones y futuras instituciones, luego repartían los solares, lo primero era la iglesia, "Nuestra Senora de la Asunción" de Azángaro y cuya primera piedra es colocada el 22 de agosto de 1586 por Diego Chuquihuanca, de esta forma se realiza la fundación española de Azángaro.
El desaparecido escritor azangarino Alberto Roselló, al sustentar su trabajo "La fundación de Azángaro", al municipio que sometió a concurso sobre la fecha para su conmemoración, basándose en un expediente de la familia "Chuquihuanca" y que es un certificado otorgado por el corregidor don Vasco de Contreras, anota: "Yo don Vasco de Contreras, asistente de su Majestad y Corregidor del Partido de Omasuyos, conferí y di posesión corporal a este don Diego Chuquihuanca del cargo de Gobernador y Cacique principal de Azángaro y a mi presencia y asistencia en este mismo día veinte y dos de agosto de mil quinientos ochenta y seis, Octava de la Asunción de la Virgen; mandó este mismo don Diego a colocar los primeros cimientos de la Iglesia de éste pueblo de Azángaro a su costa y cargo de lo que certifico". Con la existencia de este documento se establece, como fecha de fundación española para ser conmemorada el 22 de agosto de cada año.

### Época Colonial
La llegada de los españoles a Azángaro, se produce en 1535. En 1542 se crea el Virreinato del Perú abarcando tres Audiencias: la de Lima, la de La Plata y la de Chile, en esta ocasión Puno y Azángaro, pertenecen a este Virreinato y a la Audiencia de Lima. .. En 1561 se crea la Audiencia de Charcas y Azángaro con Puno pasan a pertenecer a esta Audiencia. En 1565 se crean los Corregimientos, los Corregidores como autoridades supremas se convierten en los principales explotadores, lo que crea la necesidad de acortar distancias de los territorios que pertenecen a las audiencias. Así en 1573 se divide el Cusco: Para Lima una parte y para el Obispado de la Paz la otra parte, incluido Azángaro. En 1776 se crea el Virreinato de Buenos Aires, el que abarca la jurisdicción de las Charcas (Alto Perú) y como era de suponerse, todos los pueblos de aquella Audiencia pasan a pertenecer a ese Virreinato, es decir Azángaro y Puno, consecuentemente Azángaro a partir de la fecha pertenece al Virreinato de Buenos Aires, frente a esta incorporación se producen algunos reclamos, pero en 1777 se emite una Real Cédula en la que se confirma lo anteriormente anotado.
En 1780 se produce el gran movimiento libertario contra el Imperialismo Español, el único que remeció los cimientos estructurales del absolutismo, encabezado; por JOSE GABRIEL THUPA AMARU INGA movimiento en la que el héroe azangarino Pedro Vilca Apaza tiene trascendental participación y consecuentemente exige y obliga a la Corona Española, a realizar algunas reformas. 
Por eso en 1787 se crea la Audiencia del Cusco y en sus límites fueron comprendidos, Azángaro, Lampa y Carabaya. Entre las reformas España a lo largo de su gobierno posterior, adopta una serie de modelos, así aparecen las Intendencias como nueva forma de organización, fueron creadas en el Perú en 1782. En 1785 se crea la Intendencia de Puno y en ella se incluye como parte integrante a Azángaro. Visualizando, Azángaro, pertenecía al Virreinato de Buenos Aires políticamente; en lo eclesiástico a la diócesis del Cusco dependiente del Obispado de la Paz y administrativamente a la nueva Intendencia de Puno. En 1796 se expide una Real Cédula con fecha, primero de febrero en la que se devuelve la Intendencia de Puno al Virreinato del Perú, pero esto no fue definitivo y por una serie de reclamos quedó en suspenso; hasta que nos sorprendió los grandes acontecimientos de la Emancipación, y Azángaro continuaría perteneciendo al departamento de Puno como una de sus 5 provincias.
https://commons.wikimedia.org/wiki/File:Templodeoro.jpg

### Época Republicana
Pasada la Proclamación de la Independencia los pueblos tienen que decidirse por su nacionalidad, especialmente los que sufrieron los continuos cambios, como es el caso de Azángaro. El 26 de abril de 1822 un Decreto del Delegado Supremo del Perú (Gobernaba el Perú) don José B. Torre Tagle, reglamentando las elecciones a Diputados (había pasado la Independencia y aún faltaba las, gloriosas jornadas de Junín y Ayacucho incorpora a Puno como, departamento del Perú y a Azángaro como su provincia, es decir esta reincorporación nos DEVUELVE LA NACIONALIDAD PERUANA; fundamentado y suficiente motivo para que Puno y Azángaro consideren esta fecha como trascendental y conmemorativa, porque es el REGRESO A LA PATRIA. Lo anotado anteriormente se ratifica por el Congreso Nacional; oficialmente el 21 de junio de 1825 en el que por motivo de elecciones reaparece Puno como departamento y Azángaro es elevado a provincia y reconocido sus distritos (En 1856 Castilla también lo ratifica). El Libertador del Norte, Simón Bolívar recogiendo el clamor del Alto Perú, funda la República de Bolivia el 6 de agosto de 1825 y felizmente encuentra los documentos anteriormente anotados y se ve obligado a respetarlos.
Ya en la Época Republicana
En 1825, por Ley del 5 de febrero Azángaro es elevado a la categoría de ciudad. 
1825, por Ley del 21 de junio Azángaro fue creado como capital de la provincia del mismo nombre con sus 18 distritos: Achaya, Arapa, Asillo, Caminaca, Chupa, Muñani, Potoni, Putina, Samán, San Antón San José, San Juan de Salinas, Santiago de Pupuja, Tirapata, José Domingo Choquehuancai Pedro Vilcapaza, Huatasani y Azángaro. 
El 18 de abril de 1828 el Congreso Nacional de la República le confiere a Azángaro el honroso título de "BENEMERITO y HEROICO PUEBLO DE VILCAPAZA" por su participación en la gesta libertaría y que es compromiso de todo azangarino mantener esta línea.
El 20 de junio de 1989 se expide la Ley N.º 25065, otorgándole el título "AZANGARO TIERRA PROCER, CUNA DE LA REVOLUCION EMANCIPADORA DE PEDRO VILCA APAZA".

## Universidades e institutos superiores
- colegio Pedro Vilcapaza
- colegio A-28 Perú Birf
- Instituto Superior Tecnológico Público Pedro Vilcapaza de Azángaro

## Geografía

### Ubicación y extensión
La ciudad de Azángaro, que forma parte de la Cordillera Oriental, se encuentra ubicada en la zona Nor-central del departamento de Puno. Está localizada entre las coordenadas geográficas 14°54′24″ de latitud sur y 70°11′36″ de longitud oeste del meridiano de Greenwich, ubicada en el eje principal de la vía Transoceánica y a 3559 m s. n. m. Tiene una extensión territorial de 706,13 km², una densidad poblacional de 39,4 hab./km² y colinda por el norte con la provincia de Carabaya, por el sur con la provincia de San Román, por el este con las provincias de Huancané y San Antonio de Putina, y por el oeste con las provincias de Melgar y Lampa.

### Clima
| Parámetros climáticos promedio de Azángaro | Parámetros climáticos promedio de Azángaro | Parámetros climáticos promedio de Azángaro | Parámetros climáticos promedio de Azángaro | Parámetros climáticos promedio de Azángaro | Parámetros climáticos promedio de Azángaro | Parámetros climáticos promedio de Azángaro | Parámetros climáticos promedio de Azángaro | Parámetros climáticos promedio de Azángaro | Parámetros climáticos promedio de Azángaro | Parámetros climáticos promedio de Azángaro | Parámetros climáticos promedio de Azángaro | Parámetros climáticos promedio de Azángaro | Parámetros climáticos promedio de Azángaro |
| Mes                                        | Ene.                                       | Feb.                                       | Mar.                                       | Abr.                                       | May.                                       | Jun.                                       | Jul.                                       | Ago.                                       | Sep.                                       | Oct.                                       | Nov.                                       | Dic.                                       | Anual                                      |
| ------------------------------------------ | ------------------------------------------ | ------------------------------------------ | ------------------------------------------ | ------------------------------------------ | ------------------------------------------ | ------------------------------------------ | ------------------------------------------ | ------------------------------------------ | ------------------------------------------ | ------------------------------------------ | ------------------------------------------ | ------------------------------------------ | ------------------------------------------ |
| Temp. máx. media (°C)                      | 16.8                                       | 16.2                                       | 16.1                                       | 16.5                                       | 16.1                                       | 15.7                                       | 15.5                                       | 16.8                                       | 17.3                                       | 18.4                                       | 18.4                                       | 17                                         | 16.7                                       |
| Temp. media (°C)                           | 9.9                                        | 9.7                                        | 9.4                                        | 8.6                                        | 7                                          | 4.9                                        | 4.6                                        | 6                                          | 8.2                                        | 9.4                                        | 9.5                                        | 10                                         | 8.1                                        |
| Temp. mín. media (°C)                      | 3.1                                        | 3.3                                        | 2.8                                        | 0.7                                        | -2.1                                       | -5.9                                       | -6.3                                       | -4.7                                       | -0.9                                       | 0.4                                        | 0.7                                        | 3                                          | -0.5                                       |
| Fuente: climate-data.org                   |                                            |                                            |                                            |                                            |                                            |                                            |                                            |                                            |                                            |                                            |                                            |                                            |                                            |

## Demografía

### Población
En términos de población, Azángaro es la cuarta ciudad del departamento de Puno, con el 12.6% del total departamental. Según la población estimada y proyectada para 2012, cuenta con un total de 28.526 habitantes, El más poblado de los distritos es Azángaro, y una densidad de 41.99 hab./km², que representa el 21.68% del total provincial.

### Composición urbana y rural
La población rural de la ciudad es de 78.9% del total. A pesar de que el distrito de José Domingo Choquehuanca tiene una población urbana mayor que la rural, la mayoría de los distritos son eminentemente rurales.

### Pobreza
En el departamento de Puno, la ciudad de Azángaro se encuentra en el último lugar de pobreza, y los niveles están muy ligados a la calidad de vida de la población, entendida como la satisfacción de las necesidades básicas. En la provincia de Azángaro, la calidad de vida de su población la ubica como normal , según el  Mapa de pobreza de FONCODES, .

### Educación
Azángaro cuenta con un total de 397 instituciones educativas, 96.2% de educación formal (inicial, primaria, secundaria y superior). De ellas, el 68.3% aproximadamente son de educación primaria, la mayoría de estas están concentradas en los distritos de Azángaro con el 24.7%, Asillo con el 13.8% y Arapa y Chupa con el 7.3%. 

### Salud
En cuanto al servicio de salud, la provincia es atendida por 32 establecimientos de los que destaca el Hospital de Apoyo, ubicado en la ciudad de Azángaro.

## Economía
La economía de Azángaro se sustenta fundamentalmente en el desarrollo de la actividad productiva pecuaria, complementada con la actividad agrícola, la artesanía, el comercio de productos agropecuarios y bienes de consumo extrarregionales y los servicios de transporte. No se cuenta con cifras respecto del producto bruto interno provincial, pero sí se sabe que la explotación pecuaria es la que más aporta a la economía por medio de la crianza de vacunos, ovinos y alpacas, que generan productos finales como leche, lanas, pieles y carnes para el consumo; asimismo, se obtienen productos intermedios para la transformación, como la leche para el procesamiento en queso y yogur para el consumo humano, lanas de ovino, fibra de alpaca y llama, y cueros de ovino, alpaca y vacunos. Estos productos y subproductos son destinados a la comercialización en otras regiones, y de allí se exportan al exterior; es el caso de la lana de ovino y la fibra de alpaca, aunque también hay cierto nivel de autoconsumo.

### Mineras
En Azángaro y San José predominan los yacimientos de antimonio, plomo y plata; también se presentan espacios minerales como la estibina y galena en el distrito de Tirapata. Y aunque el potencial minero de los yacimientos es limitado, la cantidad de denuncios ha aumentado considerablemente: en general, de acuerdo con la información de la Dirección Regional de Energía y Minas, a 2005 existían 268 denuncios mineros de recursos metálicos y algunos no metálicos, con una extensión de 182,910 Ha, denunciadas en los diferentes distritos de la provincia.

## Recursos hídricos
Otra de las potencialidades de la ciudad, muy ligada a la actividad agropecuaria, son los recursos hídricos, sistema conformado por ríos, lagunas y aguas subterráneas.

### Ríos
El sistema hidrográfico está constituido principalmente por los ríos San Antón, Grande, Azángaro, San José y parte del río Ayaviri (Pucará), que tienen innumerables afluentes, sean permanentes o temporales. Tales ríos no tienen estudios preliminares, a excepción del río San Antón, y en la actualidad se está utilizando para irrigación de las pampas de Asillo-Progreso. Así mismo se cuenta con una gran cantidad de lagunas y manantes, que están inventariadas para la provincia de Azángaro.

## Turismo
Para los recursos turísticos se ha considerado el inventario de atractivos turísticos, de Azángaro, que posee un valioso patrimonio cultural y natural, compuesto por monumentos arqueológicos, históricos, danzas costumbristas y lugares naturales ecológicos dentro de la jurisdicción espacial de sus distritos, que constituyen, en conjunto, el potencial turístico de la zona. Sin embargo, este no es conocido en el departamento, debido a la falta de una adecuada promoción y difusión. Estos valores turísticos permitirían captar al turista interno y externo, pero debido a las limitaciones operativas, a la falta de vías de acceso y a la inercia de las instituciones encargadas de administrar este recurso, aún siguen siendo inexplorados, salvo el caso del Festival de Danzas Folclóricas de Pacharaymi Tintiri en el mes de setiembre.

### Potencialidades turísticas
La provincia presenta además atractivos turísticos naturales recreativos en las planicies de los distritos de Azángaro y Asillo; asimismo, atractivos deportivos constituidos por la cordillera del Surupana y la laguna de Arapa para la práctica de pesca deportiva.
La provincia de Azángaro tiene un potencial muy alto en cuanto a bellezas naturales, pero que no son debidamente aprovechadas por la falta de medios, promoción y vías de comunicación. La carencia de servicios de transporte y comunicación provoca que sean muy pocos los visitantes que puedan apreciar estos recursos turísticos.
A pocos 2 kilómetros de la ciudad es encuentra un yacimiento milenario de un bosque petrificado llamado kAKENKORANI, es un bosque petrificado que muestra la transformación de la naturaleza en millones de años alberga un imponente bosque de árboles y huesos de animales gigantes prehistóricos que se hallan petrificados en un área de dos kilómetros. Puede verse un árbol gigante de 4 metros por 3.80 de ancho, muchos sedimentos marinos se puede distinguir dinosaurios petrificados, constituyendo en un valiosísimo testimonio de los orígenes de la vida.

### Las fiestas patronales
Que son una buena oportunidad de conocer las tradiciones del pueblo e interactuar con su gente. Entre aquellas destacan: La Octava del niño Jesús, donde se presentan una decena de danzas; La fiesta por los carnavales, donde también se presentan danzas típicas de la fecha; la fiesta de la Virgen Nuestra Señora de la Asunción, que se da cada 15 de agosto; la fiesta de Pacharaymi Tintiri, que es un celebración mágico religiosa, donde se realiza el pago a la tierra (Pachamama).
Junto con lo anterior, en Azángaro también existen muchos sitios de interés turístico, tanto en el ámbito arqueológico como ecológico, que todavía no han sido debidamente explotados y, por lo tanto, aún no cuentan con la infraestructura turística adecuada. Entre aquellos podemos hacer mención de: chullpas, como la de Huanajquía, Chacocunca, en Azángaro; además de las chullpas de Chinfora, en Arapa; igualmente están los baños termales como: los que se encuentran en Fray Lima, en Azángaro y las de las orillas del Río Pirhuani en San José.  Junto con lo anterior, también se puede mencionar a la Laguna de Arapa y al Nevado de Surupana, como puntos de interés, en conjunto con el Centro de Calacala, escenario ideal para la pesca y caza.
Los diversos escenarios naturales de Azángaro, permiten también la práctica de diferentes actividades deportivas, como el trekking, además de escaladas de montaña y también la pesca, ciclismo, entre otros.
```
    '
'
HIMNO A AZÁNGARO'''''
'
```

```
 Tierra noble, heroica, excelsa;
 cuna eterna, sangre indomable.
 te has forjado cual roca de Sion.
 tu nombre retumba en los Andes.
 ¡te exaltamos con tesón y lealtad!

 ESTROFAS
          
 I
 Recordando tu insigne historia,
 hace eco en los Andes: plegaría.
 raza osada de puma indomable
 con cultura y usanza admirable
 vivirás en memoria por siempre.
 ¡Imploramos tu Gloria Celestial!
        
 II
 Legendario patrón: templo de oro;
 tutelar Choquechambi: un tesoro.
 En tus cumbres renace esperanza
 y en tus campos florece grandeza;
 en tus hijos cultura radiante.
 ¡Imploramos tu Gloria!
           
 III
 ¡Aswan Q´aris, coreemos risueños,
 nuestra tierra gloriosa en los años.
 No haya siervos que besen el yugo
 ni altivos ofendan tu escudo.
 con pujanza esculpieron tu raza.
 ¡Imploramos tu Gloria Celestial!
```